# Бердь (деревня)
Бердь — деревня в Искитимском районе Новосибирской области. Входит в состав Мичуринского сельсовета.

## География
Площадь деревни — 126 гектар. Расположена близ реки Бердь. Неподалёку находится посёлок Вега (Бердск). 

## История
Деревня Морозово была основана в 1702—1707 годах как заимка служилого человека с Бердского острога. 
После строительства Новосибирской ГЭС деревня Морозово попала под зону затопления, поэтому население деревни переселилось на место будущей деревни Бердь. Так как название Морозово уже выбрали жители колхоза «Заветы Ленина», деревню было решено назвать в честь реки Бердь.

## Население
| 2002 | 2007 | 2010 |
| ---- | ---- | ---- |
| 456  | ↗493 | ↗535 |

## Инфраструктура
В деревне функционирует одно учреждение здравоохранения. Православный храм в честь Успения Пресвятой Богородицы ул.Гагарина 15.